# Pass Futschöl
Der Pass Futschöl ([ˌpasfuˈtʃøːl]ⓘ, auch Futschölpass) ist ein 2768 m hoher Saumpass über die Alpen. Auf der Passhöhe verläuft die Landesgrenze zwischen der Schweiz und Österreich. Der Pass Futschöl verbindet Ardez in der Gemeinde Scuol im Kanton Graubünden mit Galtür im Bundesland Tirol in Österreich. 

## Lage
Der Pass bildet die Grenze zwischen dem Mittel- und dem Ostsilvretta. Nach Norden entwässert der Pass in den Futschölbach, der nahe der Jamtalhütte in den Jambach mündet, nach Süden in den  Aua d'Urschai im Val Urschai. Südwestlich des Passes ragt der Piz Futschöl mit einer Höhe von 3175 m ü. M. auf, eine Erhebung im Südostgrat des Augstenberges (rät. Piz Blaisch Lunga, 3230 m ü. M.). Der Nordostseite des Augstenbergs bedeckt der Futschölferner und an der Südseite liegt der kleinere Vadret Futschöl.

## Bedeutung
Der Ausgangsort Galtür wurde teilweise aus dem Engadin besiedelt und hatte seit dem Mittelalter Zinsverpflichtungen ins Engadin. Seit etwa 1500 hatte der Pass große Bedeutung als Saumpass zwischen dem Engadin und dem Paznauntal. Zu diesem Zeitpunkt bildeten die beiden Ausgangsorte Galtür und Ardez eine gemeinsame Pfarrei und der Kontakt war, trotz des hohen, trennenden Gebirgskamms, eng.
Im 20. Jahrhundert diente der Pass dem Schmuggel, unter anderem mit Tabak, Kaffee und Saccharin. Ein heute zerfallender Zollstützpunkt am Finanzerstein an einem Findling auf der Nordseite des Passes zeugt vom Kampf zwischen den Zollbehörden und den Schmugglern.